# Панар
 Тази статия е за френското предприятие.  За писателя вижте Шарл-Франсоа Панар.  
„Панар“ е френска фирма, производител на бронирани автомобили за военни цели като плаващия VBL(на въоръжение в гръцката армия). Наследник на известната в началото на двадесети век фирма за автомобили „Панар-Левасьор“. Идеята за бронирана разузнавателна машина възниква през 1937 г., когато фирмата създава по поръчка на френската армия автомобила АМД-35 с 25-mm оръдие и колесна формула 4х4. Непосредствено преди Втората световна война е изготвен и опитен образец на разузнавателен бронеавтомобил с 8 водещи колела. В началото на 50-те години на миналия век се появява опитният образец ЕБР-75. Серийното производство започва през 1954 г. и за 10 години фирмата „Панар“ произвежда около 1200 броя.
Собственост на концерна Пежо-Ситроен PSA.
Напречната щанга между моста и рамата, елемент от автомобилно окачване на заден мост на спирални пружини се нарича на английски "Panhard rod", изобретена от инженерите на Panhard, ползва се предимно при машини като камиони и автобуси.

## Галерия
- Panhard & Levassor 1895
- Panhard & Levassor 1914
- Panhard & Levassor X31 1921
- Panhard & Levassor Dynamic Sedan 1937
- Dyna Panhard X 86 4-Door Sedan 1952
- Panhard 24 CT, 1966
- Panhard 178
- Engin Blindé de Reconnaissance 75
- P4
- Véhicule blindé léger
- Panhard rod, напречна щанга